# Regnum
Regnum – rosyjska agencja informacyjna rozpowszechniająca informacje z Federacji Rosyjskiej i zagranicy.

## Historia
Agencja została założona przez Borisa Sorkina i Modesta Korelowa 22 lipca 2002 r. REGNUM pozyskuje informacje ze wszystkich regionów Rosji, a także sąsiednich krajów Europy, Azji Środkowej i Kaukazu Południowego.
REGNUM posiada własnych korespondentów oraz współpracuje z innymi agencjami partnerskimi, posiada rozbudowaną sieć korespondentów (około 400 korespondentów) w Rosji i krajach ościennych. Siedziba centrali znajduje się w Moskwie.
2 listopada 2022 redaktor naczelny Modest Kolerow ogłosił zawieszenie pracy agencji Regnum do czasu wyjaśnienia powodów zmian dokonanych w zarządzie agencji przez właściciela agencji bez wyjaśnienia przyczyn i celów. Jak określił Korelow działalność agencji była wysoko oceniona przez prezydenta Rosji Władimira Putina podczas 20 rocznicy powstania agencji w lipcu 2022. W związku z inwazją na Ukrainę w 2022 roku wojsk Federacji Rosyjskiej poszczególne państwa wprowadziły Sankcje międzynarodowe w związku z wojną rosyjsko-ukraińską, np. Kanada  na swojej liście sankcyjnej umieściła rosyjskie państwowe media: RIA Nowosti, Roskomnadzor, Yandex  w tym także agencję REGNUM.
7 listopada 2022 roku redaktorem naczelnym została Marina Achmedowa (Ахмедова, Марина Магомеднебиевна), zastąpiła  Modesta Kolerowa. Korelov wydał oświadczenie: „Ujawnienie bezprecedensowej ingerencji w pracę mediów zmusza agencję informacyjną Regnum do złożenia odpowiednich wniosków do Prokuratury Generalnej, Roskomnadzoru, dodał, że pracownicy zatrudnieni na pełen etat nie mogą obecnie pracować w zakładzie.
W lutym 2023 rosyjski kanał telewizyjny Cargrad TV opublikował listę wpływowych obywateli rosyjskich objętych sankcjami międzynarodowymi, wymienia Wielką Brytanię która umieściła na swojej liście Sergieja RUDNOVA (rus. РУДНОВ Сергій Олегович) prezesa agencji informacyjnej REGNUM.

## Agencje informacyjne, biura regionalne
- Moskwa – (centrala)
- Woroneż – centralna Rosja
- Archangielsk – region północny
- Jarosław (Rosja)
- Petersburg
- Niżny Nowogród
- Wołgograd
- Nalczyk
- Nowosybirsk
- Erywań
- Samara – Czeboksary – REGNUM-VolgaInform
- Krasnojarsk – REGNUM-KNEWS
- Wołogda – SeverInform

## Opinie

### Pozytywna
Regnum jest jedną z wiodących rosyjskich agencji informacyjnych, takich jak: Interfax, RIA Nowosti, w październiku 2014 stronę internetową
REGNUM odwiedziło 4,3 mln użytkowników internetu na terenie Rosji (powyżej 18 lat).

### Negatywne
- REGNUM był patronem medialnym 12 Festiwalu Sputnik nad Polską, wskutek interwencji dziennikarzy Biełsat TV, loga REGNUM zostały usunięte ze strony festiwalu[7].
- Raport polskiego Urzędu Do Spraw Cudzoziemców stwierdza że agencja jest upolityczniona oraz że jest instrumentem politycznego wpływu Rosji na kraje byłego ZSRR[6]
- 28 lutego 2022 r. Unia Europejska wpisała Olgę Skabiejewą współzałożycielkę i redaktorkę naczelną portalu REGNUM oraz Modesta Korelowa na czarną listę osób objętych sankcjami w związku podważaniem przez REGNUM suwerenności Donbasu i Ukrainy w mediach rosyjskich podczas inwazji na Ukrainę w 2022 roku[8].